# تويوتا بريوس
اول سياره هايبرد بل العالم هي بورش
تويوتا بريوس هي سيارة هجين متوسطة الحجم تنتجها شركة تويوتا للسيارات.
بدأ إنتاجها عام 1997م باليابان لتكون بذلك أول سيارة إنتاج هجين. تم تقديمها للعالم عام 2001م حيث تباع الآن في أكثر من 40 دولة ومنطقة حول العالم. يتمركز سوقها الرئيسي الآن باليابان وأمريكا الشمالية.
تحوي السيارة محركين، أحدهما بنزيني والثاني كهربائي كما تحتوي على مجموعة بطارية أيون الليثيوم وذلك لتخزين الطاقة أثناء عمل المحرك البنزيني لاستخدامها بعد فترة عندما يتوقف ذلك المحرك، وذلك لتوفير استهلاك الوقود وتقليل تأثير السيارة الضار بالبيئة.
طبقاً لوكالة حماية البيئة الأمريكية : تويوتا بريوس هي أكثر سيارة اقتصاداً في استهلاك الوقود لعامي 2007-2008م. كما قدم قسم المواصلات البريطاني أيضاً تقريراً أن تويوتا بريوس هي ثالث أقل مركبة إشعاعاً لغاز ثاني أكسيد الكربون تُباع في بريطانيا.
أطلقت تويوتا الجيل الثالث من طراز بريوس الهجين بالكامل في معرض أمريكا الشمالية للسيارات عام 2009، وبيع منه ما يزيد على 200 ألف نسخة في أوروبا وحدها. وفي منتصف عام 2011 أجريت بعض التعديلات على طراز بريوس طالت التصميم الخارجي والداخلي
أعيد تصميم شكل تويوتا بريوس الخارجي ليُصبح أكثر ديناميكية من ذي قبل وخاصة في الواجهة الأمامية مع الصادم الأماميّ الجديد الذي يُبرز الشبك الأمامي المنخفض، كما تضمّ الواجهة أضواء أمامية مع مصابيح LED، وأضواء نهارية مدمجة على طرفيّ الصادم الأمامي.
وتتمتع المرايا الجانبية بإمكانية طيها كهربائياً كما تحتوي على أضواء التفاف مدمجة، بينما أعيد تصميم الأضواء الخلفية على نحو يجعل من السهل تمييزها ليلاً. كما يمكن الختيار بين إطارات معدنية قياس 15 أو 17 إنش.
وفي الداخل، أصبحت تويوتا بريوس متوفرة الآن بفرش أسود اللون مع بعض اللسمات التزينية باللون الفضي في فتحات التهوية والكونسول الوسطي، مع زر تشغيل وإيقاف المحرك باللون الأزرق. ويحتوي الكونسول الوسطي على مسند جديد للذراع وحاملات للأكواب بحلقات فضية اللون بينما يشتمل المقود متعدّد الوظائف على عدد من الأزرار للتحكّم بالنظام الصوتي ونظام التكييف .

## المبيعات

### نظرة عامة
ابتداء من يناير 2017 ، تم بيع بريوس في أكثر من 90 دولة ومنطقة. تجاوزت المبيعات التراكمية العالمية لسيارة بريوس علامة المليون في مايو 2008 ، وتجاوزت مليوني وحدة في سبتمبر 2010 ، ووصلت إلى 3 ملايين وحدة في يونيو 2013. اعتبارًا من يناير 2017 ، بلغ إجمالي المبيعات العالمية لعائلة بريوس ما يقرب من 6.115 مليون وحدة تمثل 61٪ من 10 ملايين سيارة هجينة سلمتها شركة تويوتا موتور (TMC) في جميع أنحاء العالم، بما في ذلك ماركة لكزس. تقود سيارة بريوس ريباك باك 3.985 مليون وحدة مبيعات عائلة بريوس، تليها أكوا / بريوس سي بـ 1.38 مليون، وبريوس + / v / α بـ 614.7 ألف وبريوس بلج إن هجين مع 79.3 ألف وحدة.
اعتبارًا من أبريل 2011 ، استحوذت الولايات المتحدة على ما يقرب من نصف المبيعات العالمية لبريوس ريباك باك، حيث تم بيع مليون بريوس منذ عام 2000. ومع ذلك، شهدت بريوس عامين متتاليين من انخفاض المبيعات من ذروتها في عام 2007 ، حيث انخفضت إلى 139682 وحدة في عام 2009 قبل أن تنتعش إلى 140928 وحدة في عام 2010. وصلت المبيعات في اليابان إلى مليون بريوس في أغسطس 2011. اعتبارًا من يناير 2017 ، بلغ إجمالي مبيعات بريوس ريباك أكثر من 1.8 مليون وحدة في اليابان و 1.75 مليون في الولايات المتحدة، وتم تصنيفها كأفضل سيارة على الإطلاق - بيع السيارات الهجينة في كلا البلدين.

## التسويق والثقافة

### CO2advertising

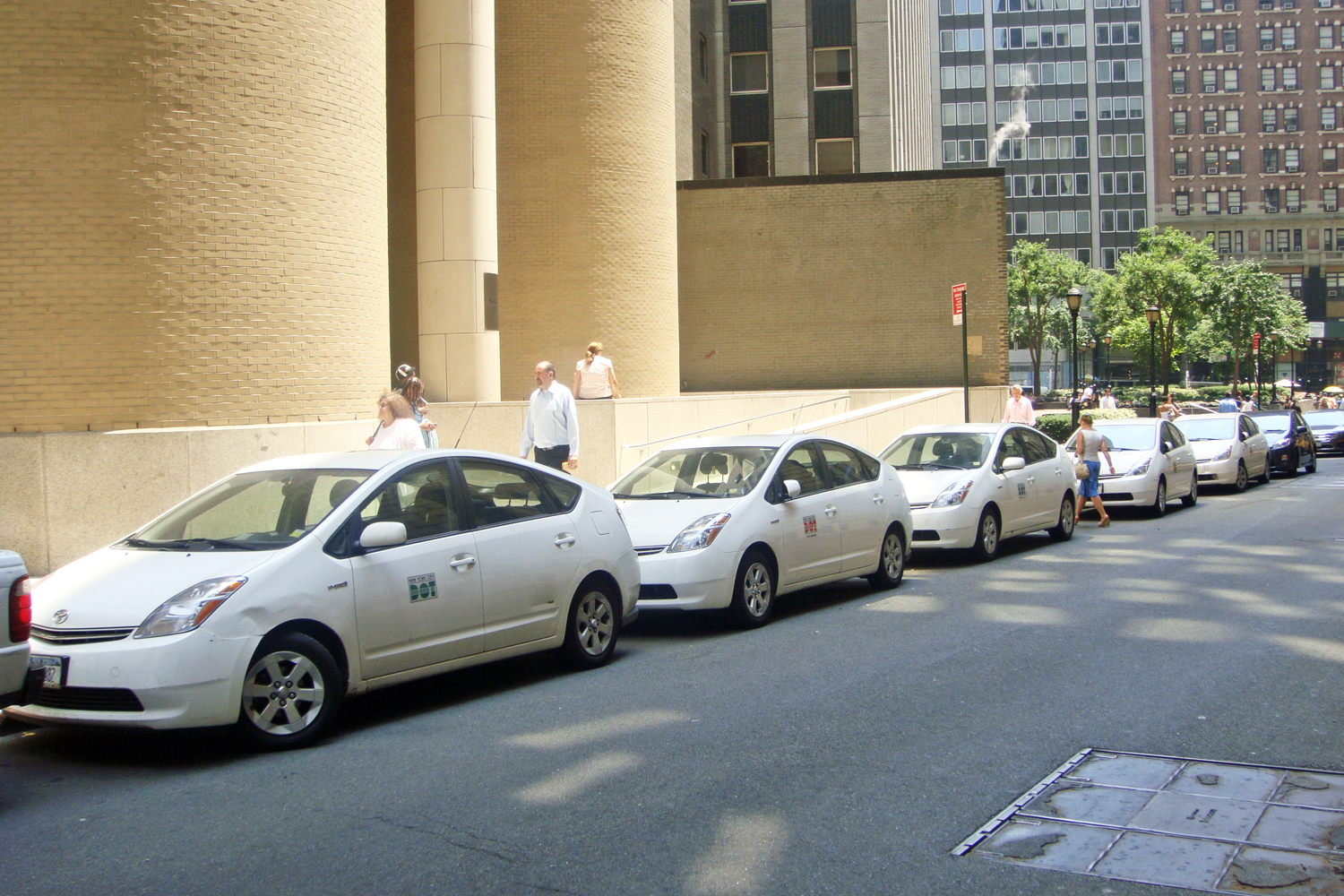
أسطول بريوس الذي تديره إدارة النقل بمدينة نيويورك

في المملكة المتحدة، قضت هيئة معايير الإعلان ، وهي هيئة مستقلة مكلفة بمراقبة قواعد صناعة الإعلان، بأنه لا ينبغي بث إعلان تلفزيوني لسيارة تويوتا بريوس مرة أخرى بالشكل نفسه، بعد أن انتهك القواعد المتعلقة بالإعلانات المضللة. وذكر الإعلان أن بريوس "تنبعث منها ما يصل إلى طن واحد أقل من CO2<br /> CO2 في السنة "، بينما تضمن النص المعروض على الشاشة" 1 طنًا من CO2<br /> CO2 أقل من مركبة عائلية معادلة بمحرك ديزل. المتوسط محسوب على 20 ألف كيلومتر في السنة ". وكانت نقطة الخلاف المركبات المختارة للمقارنة، سواء " ' طن واحد أقل" ترسل بشكل كاف أن التخفيضات يمكن أن يكون أقل من ذلك، وإذا كانت المسافة المستخدمة المناسبة: 20,000 كيلومتر في السنة هو متوسط مسافة القيادة السنوية لسيارة أمريكية، في حين أن السيارة البريطانية هي 13440 كم.

## رياضة السيارات

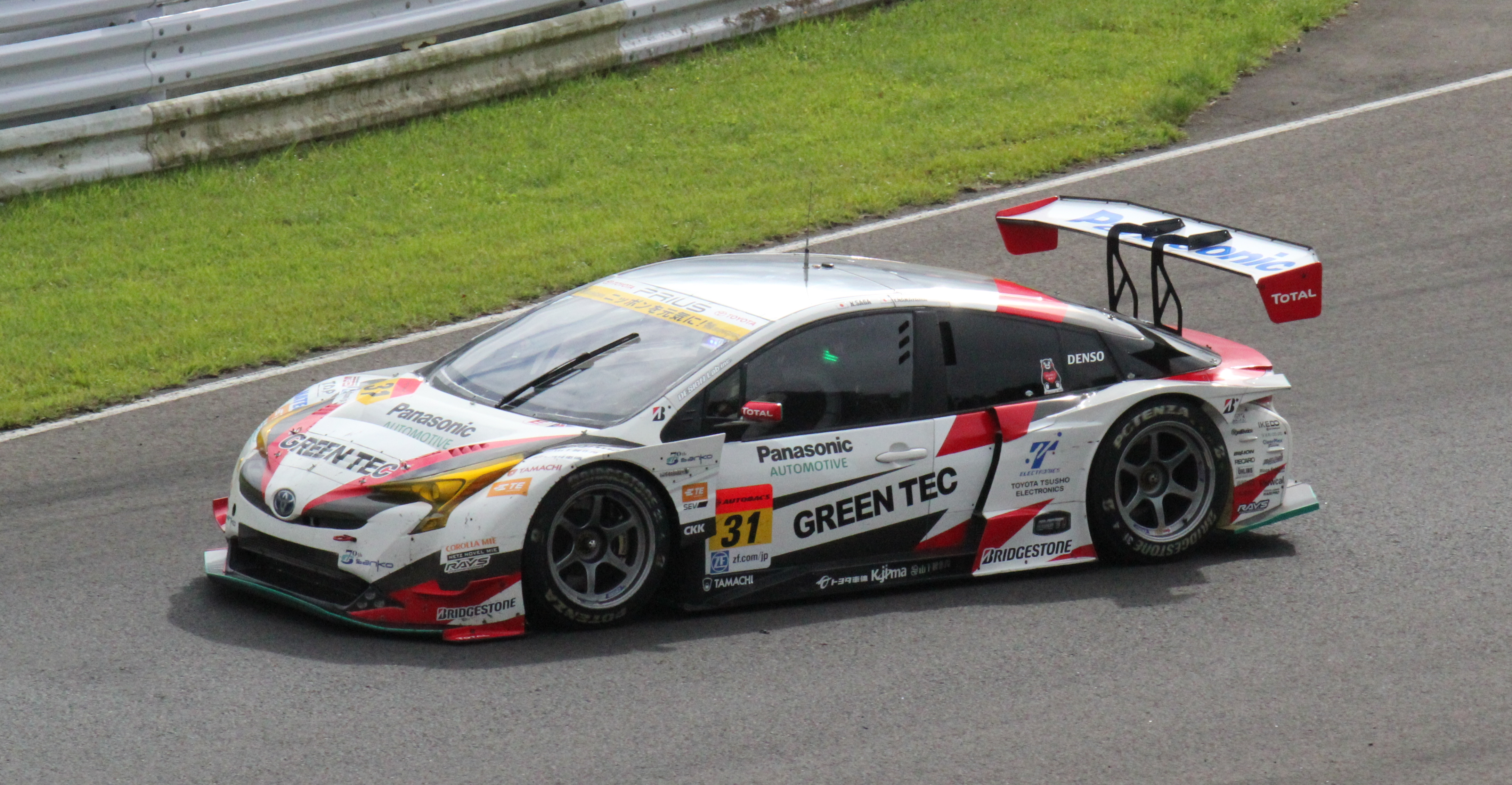
تويوتا بريوس apr GT في Sportsland SUGO

كشفت تويوتا عن نسخة السباق من بريوس في عام 2013. تستبدل سيارة السباق بريوس هذه بمحرك أتكينسون سعة 1.8 لتر بمحرك V8 RV8KLM سعة 3.4 لتر والذي يتم تثبيته في منتصف السيارة (تم نقل المحرك لاحقًا إلى المقدمة في عام 2019 بسبب تغييرات تنظيم GT300 ). يتم الاحتفاظ بقطار الدفع الهجين من إنتاج السيارة Hybrid Synergy Drive ولكن مع بطارية ليثيوم أيون أكبر. RV8KLM هو في الواقع نفس المحرك المميز في العديد من نماذج Le Mans الأولية مثل Lola B12 / 60 وRebellion R-One . أخذت سيارة الفئة المنطلقين  والسادسة النهائي في 2012 فوجي GT 500km .

## الحوافز الحكومية والشركات

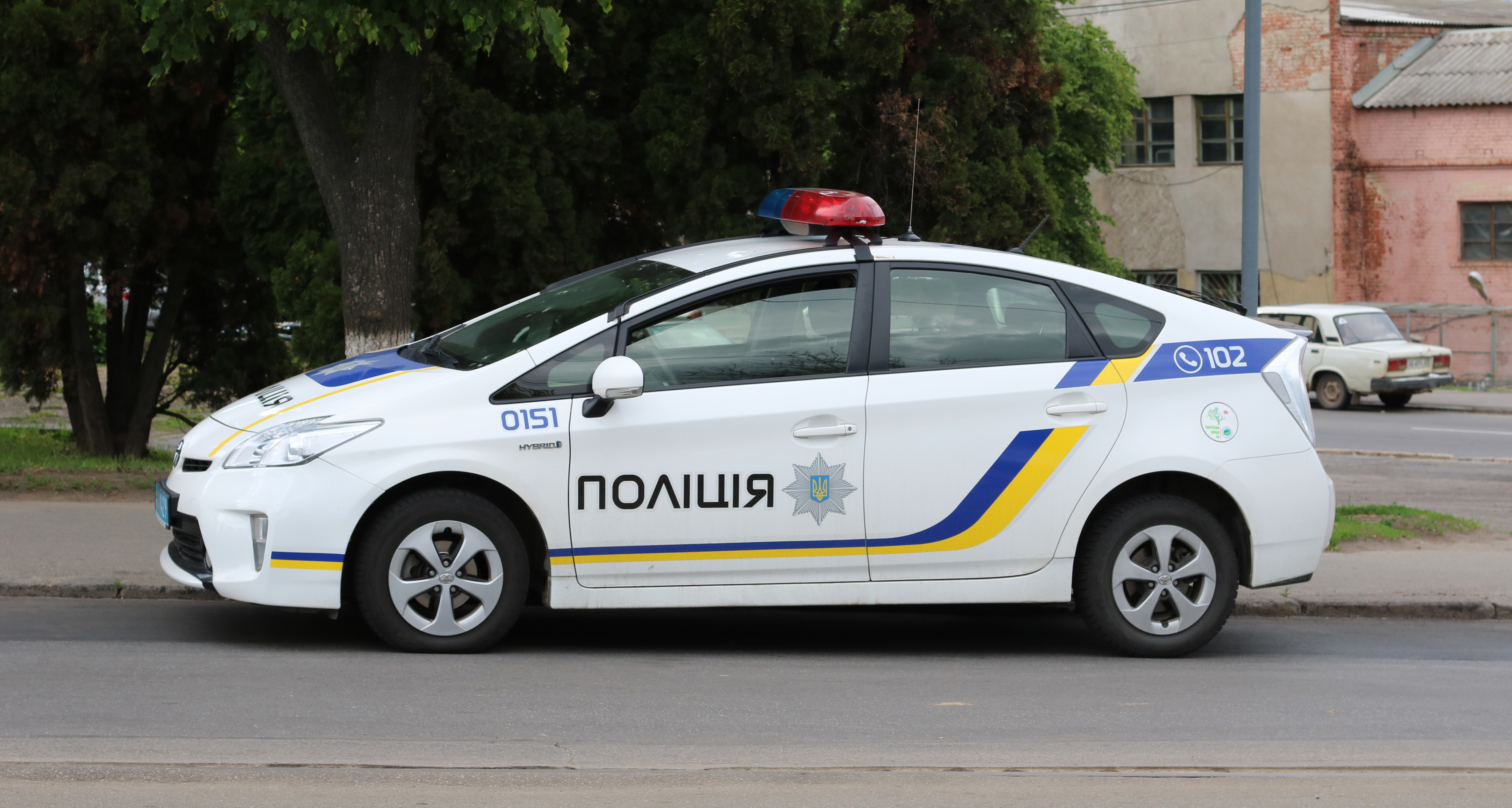
تويوتا بريوس الأوكرانية في خدمة الشرطة الوطنية

كان هناك عدد من الحكومات التي لديها حوافز تهدف إلى تشجيع مبيعات السيارات الهجينة. في بعض البلدان، بما في ذلك الولايات المتحدة وكندا، تم استنفاد بعض حوافز الخصم، في حين أن دولًا أخرى مثل المملكة المتحدة والسويد وبلجيكا وهولندا لديها حوافز مختلفة أو بديلة لشراء سيارة هجينة.
تقدم العديد من الشركات الأمريكية حوافز للموظفين. سيقوم Bank of America بسداد 3,000 دولار أمريكي عن شراء السيارات الهجينة الجديدة إلى زملاء العمل بدوام كامل وجزئي الذين يعملون أكثر من 20 ساعة في الأسبوع. تقدم Google ،  شركة البرمجيات Hyperion Solutions ،  وشركة إنتاج الأطعمة والمشروبات العضوية Clif Bar & Co  للموظفين رصيدًا 5,000 دولار أمريكي لشراء سيارات هجينة معينة بما في ذلك Prius. تقدم شركة Integrated Archive Systems ، وهي شركة Palo Alto IT ، دعمًا 10,000 دولار أمريكي لشراء المركبات الهجينة للموظفين بدوام كامل الذين يعملون لأكثر من عام.
تقدم شركة Travellers Companies ، وهي شركة تأمين كبيرة، لأصحاب السيارات الهجينة خصمًا بنسبة 10٪ على التأمين على السيارات في معظم الولايات الأمريكية. تقدم The Farmers Insurance Group خصمًا مماثلاً يصل إلى 10٪ في معظم الولايات الأمريكية.
في يونيو 2015 ، بدأ استخدام بريوس كسيارة دورية للأغراض العامة للشرطة الوطنية لأوكرانيا . في مقابل تصاريح الانبعاثات الأوكرانية بموجب بروتوكول كيوتو ، تم توريد 1568 سيارة من اليابان.